# ウォルネイ・カイオ
ウォルネイ・カイオ（Wolnei Caio、1968年8月10日 - ）は、ブラジル・リオグランデ・ド・スル州出身の元サッカー選手。

## 来歴
1995年にポルトゥゲーザからの期限付き移籍で柏レイソルに加入。リーグ、天皇杯で計11試合に出場、5ゴールを挙げた。その他ジュベントゥージ、グレミオ、クルゼイロ、フィゲイレンセなどでプレー。

## 所属クラブ
- 1987年  グレミオFBPA

→1988年  CAジュベントス (期限付き移籍)
- 1989年  ECジュベントゥージ
- 1990年 ‐ 1993年  グレミオFBPA
- 1994年  アソシアソン・ポルトゥゲーザ・ジ・デスポルトス

→1995年  柏レイソル (期限付き移籍)
- 1995年 ‐ 1997年  アソシアソン・ポルトゥゲーザ・ジ・デスポルトス
- 1997年 ‐ 1998年  クルゼイロEC
- 1999年  ボタフォゴFR
- 2000年  ECジュベントゥージ
- 2000年  フィゲイレンセFC
- 2001年  AAインテルナシオナル (リメイラ)
- 2001年  ブラジリエンセFC
- 2001年  ECサント・アンドレ
- 2001年 ‐ 2002年  グアラニFC
- 2004年 ‐ 2007年  クルーベ・エスポルチーヴォ・ベント・ゴンサウヴェス（ポルトガル語版）

## 個人成績
| 国内大会個人成績 | 国内大会個人成績 | 国内大会個人成績 | 国内大会個人成績 | 国内大会個人成績 | 国内大会個人成績 | 国内大会個人成績 | 国内大会個人成績 | 国内大会個人成績 | 国内大会個人成績 | 国内大会個人成績 | 国内大会個人成績 |
| 年度             | クラブ           | 背番号           | リーグ           | リーグ戦         | リーグ戦         | リーグ杯         | リーグ杯         | オープン杯       | オープン杯       | 期間通算         | 期間通算         |
| 年度             | クラブ           | 背番号           | リーグ           | 出場             | 得点             | 出場             | 得点             | 出場             | 得点             | 出場             | 得点             |
| 日本             | 日本             | 日本             | 日本             | リーグ戦         | リーグ戦         | リーグ杯         | リーグ杯         | 天皇杯           | 天皇杯           | 期間通算         | 期間通算         |
| ---------------- | ---------------- | ---------------- | ---------------- | ---------------- | ---------------- | ---------------- | ---------------- | ---------------- | ---------------- | ---------------- | ---------------- |
| 1995             | 柏               | -                | J                | 9                | 4                | -                | -                |                  |                  |                  |                  |
| 通算             | 日本             | 日本             | J                | 9                | 4                | 0                | 0                |                  |                  |                  |                  |
| 総通算           | 総通算           | 総通算           | 総通算           | 9                | 4                | 0                | 0                |                  |                  |                  |                  |